# Martin Cummins
Martin Cummins (nacido el 28 de noviembre de 1969) es un actor canadiense conocido por su papel de Ames White en Dark Angel (2001-2002), Tom Keller en Riverdale (2017) y en Poltergeist: The Legacy (1996-1999). 

## Vida y carrera
Cummins fue a la escuela secundaria Seaquam en la ciudad de North Delta, Columbia Británica, Canadá. Asistió al Vancouver Actors Studio donde se formó con Mel Tuck, un pionero muy respetado del teatro canadiense. Uno de sus primeros papeles importantes fue el de presentador de la serie de variedades para adolescentes "Pilot One" en CBC Television. 
Cummins actuó como estrella invitada en varios programas de televisión estadounidenses y canadienses antes de conseguir el papel de Nick Boyle en la serie de MGM "Poltergeist: The Legacy", que se filmó en Vancouver, a finales de la década de 1990. Usó el dinero y los recursos que ganó mientras trabajaba en  Poltergeist: The Legacy  para financiar y dotar de personal a su propia película We All Fall Down, basado en los acontecimientos de su propia vida después de la muerte de su madre.
Las otras apariciones de Cummins incluyen la serie de televisión When Calls the Heart, Andromeda, The 4400, Dice, Friday the 13th Part VIII: Jason Takes Manhattan, Kyle XY, Smallville, Stargate SG-1, Life As We Know It, Live Once, Die Twice, UnREAL, Omen IV: The Awakening, Devorar. En esta película coprotagonizó con Jensen Ackles de "Dark Angel".
Cummins ganó un Premios Genie por Interpretación de un Actor en un Papel de Reparto en 2000 por Love Come Down. En 2011, comenzó un papel recurrente como Thomas en la serie ABC V. Interpretó a Carroll McKane en la película de suspenso de terror de Gary Sherman "39: A Film by Carroll McKane". A partir de 2017, Cummins ha sido coprotagonista en la serie When Calls the Heart y Riverdale, esta última como Sheriff Keller.

## Filmografía
- Friday the 13th Part VIII: Jason Takes Manhattan (1989) - Wayne Webber
- Cyberteens in Love (1994) - Kon
- Love Come Down (2000) - Matthew Carter
- We All Fall Down (2000) - Kris
- Liberty Stands Still (2002) - Russell Williams
- Smallville (2002-2004) - Dr. Lawrence Garner
- Ice Men (2004) - Vaughn
- Live Once, Die Twice (2006) - Evan Lauker/Luke Ravena/ Ken Valeur
- 39: A Film by Carroll McKane (2006) - Carroll McKane
- Vice (2008) - Agent Arnaud
- Radio Rebel (2012) - Rob Adams
- Mr. Hockey: The Gordie Howe Story (2013) - Bill Dineen
- Down Here (2014) - Tim Brown
- Cold Zone (2017) - Rodger Summers
- Riverdale (2017 - present) - Sheriff Keller
- Emma Fielding Mysteries (2017) - Tony Markham
- When Calls the Heart (2014–present) - Henry Gowen
- Away (2020) - Jack Willmore